# Lepidanthrax hesperus
Lepidanthrax hesperus är en tvåvingeart som beskrevs av Hall 1976. Lepidanthrax hesperus ingår i släktet Lepidanthrax och familjen svävflugor. Inga underarter finns listade i Catalogue of Life.